# Puka-Puka (Tuamotu-Inseln)
Puka-Puka ist ein bewohntes Atoll im südpazifischen Tuamotu-Archipel und gehört politisch zu Französisch-Polynesien. Die Insel liegt relativ isoliert im Nordosten des Archipels und wird geografisch gelegentlich zu den Îles du Désappointement (Inseln der Enttäuschung), einer Untergruppe der Tuamotus, gezählt.

## Geographie
Das nahezu ovale Atoll misst 5,7 km mal 3 km und besteht aus 17 Inselchen (Motu) mit 4 km² Landfläche, die eine seichte, 2,2 km² große Lagune umschließen. Der Wasseraustausch zwischen dem Ozean und der Lagune erfolgt über mehrere flache Strömungskanäle (Hoa), es gibt keine mit Booten befahrbare Verbindung.
Das Landschaftsbild wird heute von den ausgedehnten Kokosplantagen geprägt, von der ursprünglichen Flora ist nahezu nichts mehr erhalten.

Ansichten
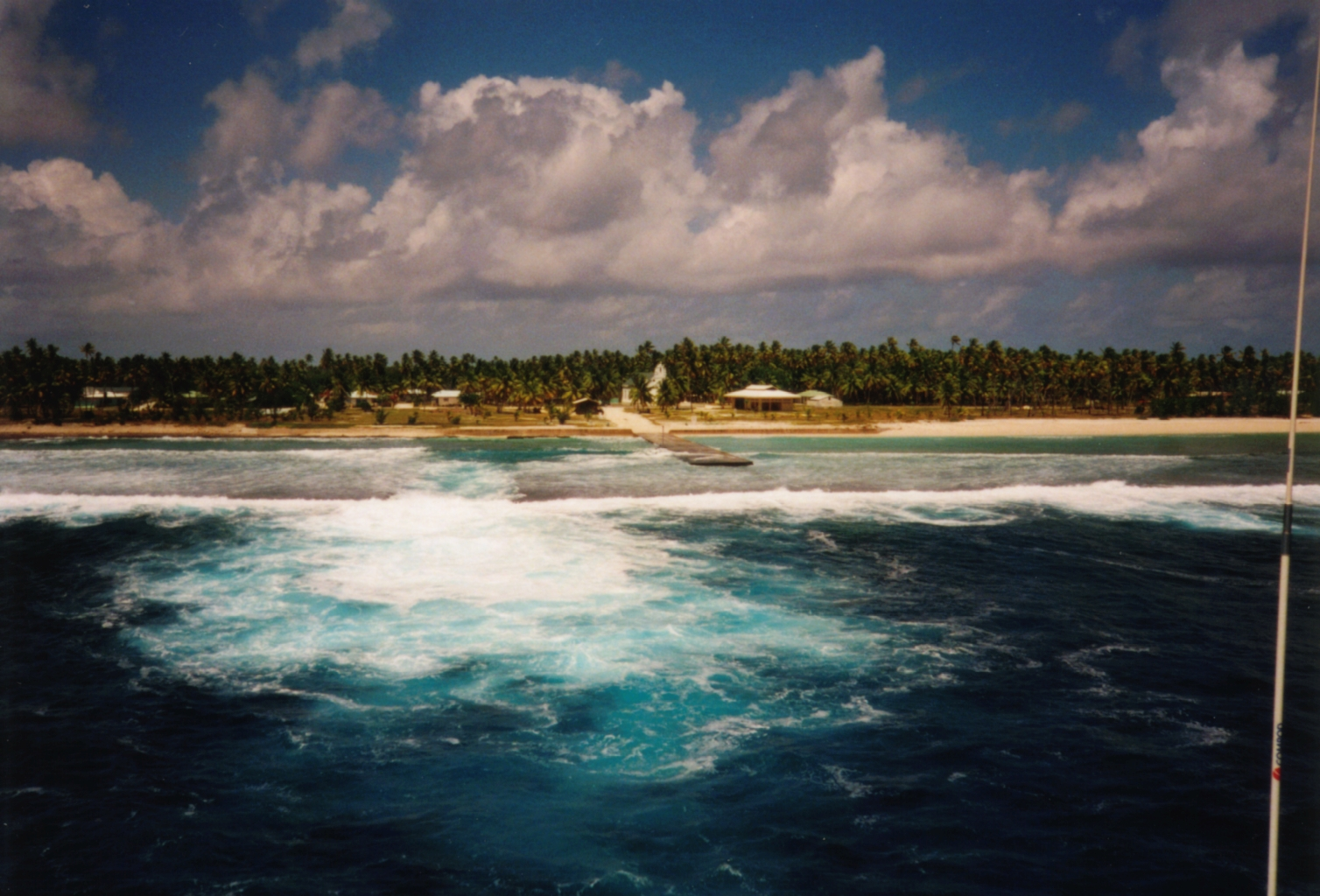
Puka-Puka
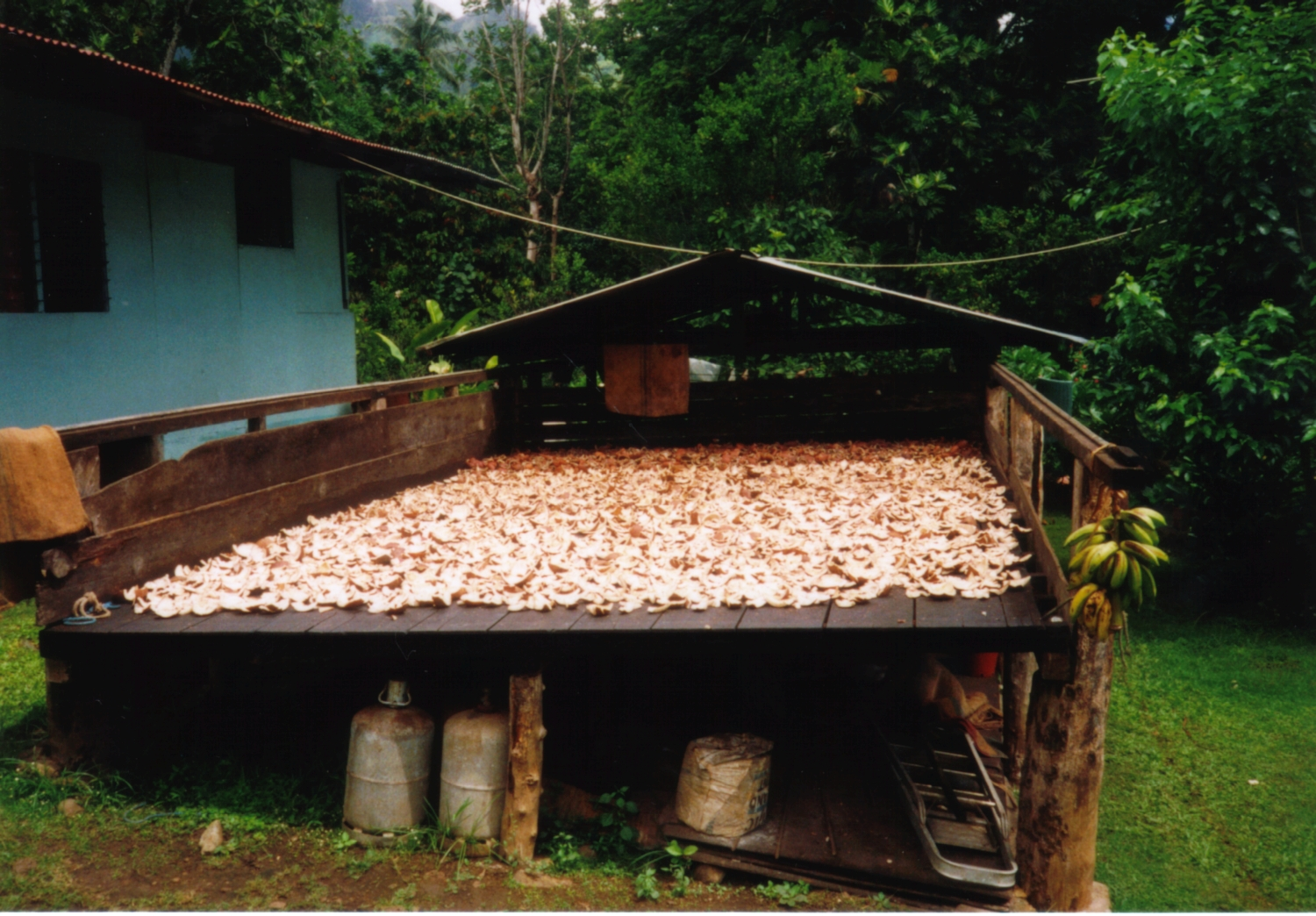
Zum Trocknen ausgelegte Kopra

## Politik, Verwaltung, Infrastruktur
Politisch ist Puka-Puka eine von 17 Gemeinden (Communes des Tuamotu Gambier) der Unterabteilung Tuamotu-Gambier (Subdivision administrative des Tuamotu-Gambier) von Französisch-Polynesien und hat 167 Einwohner (2012). Der Code INSEE der Gemeinde ist 98737, die Postleitzahl 98774.
Einziges Dorf ist Teonemahina (andere Schreibweise: Tehonemahina) im Westen des Atolls. Im Norden befindet sich der Flugplatz Puka-Puka mit einer 930 m langen, asphaltierten Landebahn (ICAO-Code: NTGB) der mit kleinen Propellermaschinen von Tahiti aus angeflogen wird.
Puka Puka hat keinen Hafen, lediglich eine Mole zur Ozeanseite, die jedoch wegen der engen und gefährlichen Riffpassage nur mit kleinen Booten angedient werden kann. Die Bewohner sind Selbstversorger. Wichtige Nahrungspflanzen sind die Kokosnuss, Yams, Taro, die Süßkartoffel und tropische Früchte. Hauptnahrungsmittel ist jedoch Fisch, ergänzt durch Hühner und das Fleisch der überall frei herumlaufenden Schweine. Puka-Puka wird von Touristen selten besucht, eine touristische Infrastruktur fehlt völlig.

## Geschichte
Puka-Puka ist wahrscheinlich mit der Insel „San Pablo“ identisch, die Ferdinand Magellan am 24. Januar 1521 erreichte. Nach dem Logbuch von Francisco Albo, dem Navigator der Victoria, war die unbewohnte Insel mit Bäumen gesäumt und voller Vögel.
Die niederländischen Seefahrer Schouten und Le Maire erreichten das Atoll am 10. April 1616 und tauften es „Honden Eylandt“ (Hundeinsel), weil sie als einzige Bewohner drei verwilderte Hunde antrafen.
Die Beagle mit Charles Darwin passierte unter dem Kommando von Kapitän Robert FitzRoy das Atoll am 9. November 1835 auf ihrer zweiten Reise (27. Dezember 1831 – 2. Oktober 1836):

„Am 9. sahen wir Honden Island, eine der niedrigen Korallenformationen, nur einige Fuß über der See, dicht bedeckt von Kokospalmen.“

Auch die Mannschaft der Beagle betrat die Insel nicht und konnte auch keine Hinweise auf evtl. Bewohner entdecken.
Die erste detaillierte Karte wurde während der United States Exploring Expedition (US Ex. Ex.) gezeichnet, die im Auftrag der United States Navy von 1838 bis 1842 unter dem Kommando von Charles Wilkes den Pazifik und die Antarktisregion erforschte. Die Wissenschaftler der US Ex. Ex. landeten am 19. August 1839 auf Puka-Puka und erkundeten die Insel eineinhalb Tage lang. Ihnen fiel das warme und – im Vergleich zum Ozean – sehr salzhaltige Wasser der flachen Lagune auf. Die niedrige Vegetation beschrieben sie als hauptsächlich aus Pandanus, Pisonia und Boerhavia bestehend. Sie sahen keine Kokospalmen auf der Insel. Von Bewohnern fanden sie keine Spur:

„Wir konnten auf dieser Insel keine Hinweise auf Bewohner finden. Der Zustand der Vogelpopulation und andere Anzeichen bewiesen, dass sie zumindest für eine längere Zeitspanne nicht bewohnt gewesen war.“

Am Strand fanden einige Matrosen zerbrochene Ruder und Teile eines Bootes, konnten sie jedoch nicht zuordnen.
Im frühen zwanzigsten Jahrhundert konnten die Missionare Henry Bodin und Hervé Audran der „Congrégation des Sacrés-Cœurs de Picpus“ (in Deutschland: Arnsteiner Patres) einen Teil der Bevölkerung von Fakahina dazu bewegen, auf das unbewohnte Puka-Puka umzusiedeln, um dort Kokospalmen für die damals sehr lukrative Kopraproduktion anzupflanzen. Die Böden waren – im Verhältnis zu anderen Inseln der Tuamotus – durch die jahrhundertelangen Ansammlungen von Guano sehr nährstoffreich und boten beste Bedingungen für die Plantagen.
Am 30. Juli 1947 war das Atoll die erste Landsichtung der Kon-Tiki Expedition nach dem Aufbruch von der peruanischen Küste 94 Tage zuvor. Wegen fehlender Manövrierfähigkeit des Floßes konnte die Mannschaft um Thor Heyerdahl aber nicht landen.

## Naturkatastrophen
1958 wurde Puka-Puka von einem Taifun heimgesucht, der einen Großteil der männlichen Bevölkerung beim Fischfang überraschte und tötete. Das Männerdefizit, das daraufhin eintrat, wurde einige Jahre später von Zuwanderern und Bewerbern von anderen, teilweise überbevölkerten Inseln ausgeglichen.
Puka-Puka erwarb sich in dieser Zeit den Ruf eines lebhaften Heiratsmarktes, der noch bis heute anhält und zahlreiche Männer, aber auch heiratswillige Frauen, anlockt, obwohl das Männerdefizit schon lange ausgeglichen ist.
1996 wurde die Ansiedlung erneut von einem Taifun fast vollständig zerstört. Nur mit finanzieller Hilfe aus Frankreich konnten die Gebäude wieder aufgebaut werden. Am Ortsrand von Teonemahina hat man ein auf Betonstelzen stehendes, massives Gebäude errichtet, in das sich die Bewohner bei Naturkatastrophen flüchten können.